# Стакленац (роман)
Стакленац: записи из подземног пролаза: дневник другачијег заводника је роман српског књижевника Уроша Филиповића  (1950) објављен 2002. године у издању издавачке куће Ренде из Београда.

## О аутору
Урош Филиповић рођен је 1950 године. Дипломирао и докторирао на Архитектонском факултету у Београду где је након студија био запослен, и где после неколико година касније бива избачен са факултета. 
Након тога обилази свет, најдуже боравио у Хелсинкију, Њујорку, Сан Франциску и Паризу. Да би преживео бави се различитим пословима. Враћа се у Београд и поново добија место на факултету. Ипак, крајем 1993. године напишта земљу и одлази у Лондон. Ради као цртач у једном пројектантском студију.

## О роману
Стакленац или како у поднаслову стоји Дневник другачијег заводника је књига геј прича.
Стакленац је роман објављен у Србији 2002. године као прва књига на Балкану која се на аутобиографски и дневнички начин бави искључиво хомосексуалним искуствима.

## Радња
“Стакленац” се на аутобиографски и дневнички начин бави искључиво сексуалним хомо искуствима.
У књизи су приказани бројни сусрети с најразличитијим мушкарцима у Београду током осамдесетих и деведесетих година.

Аутор је роман Стакленац почео са описима детињстава и првих дечијих сазнања о телу, а наставио дање са описом првих полних искустава.